# Ubú rei

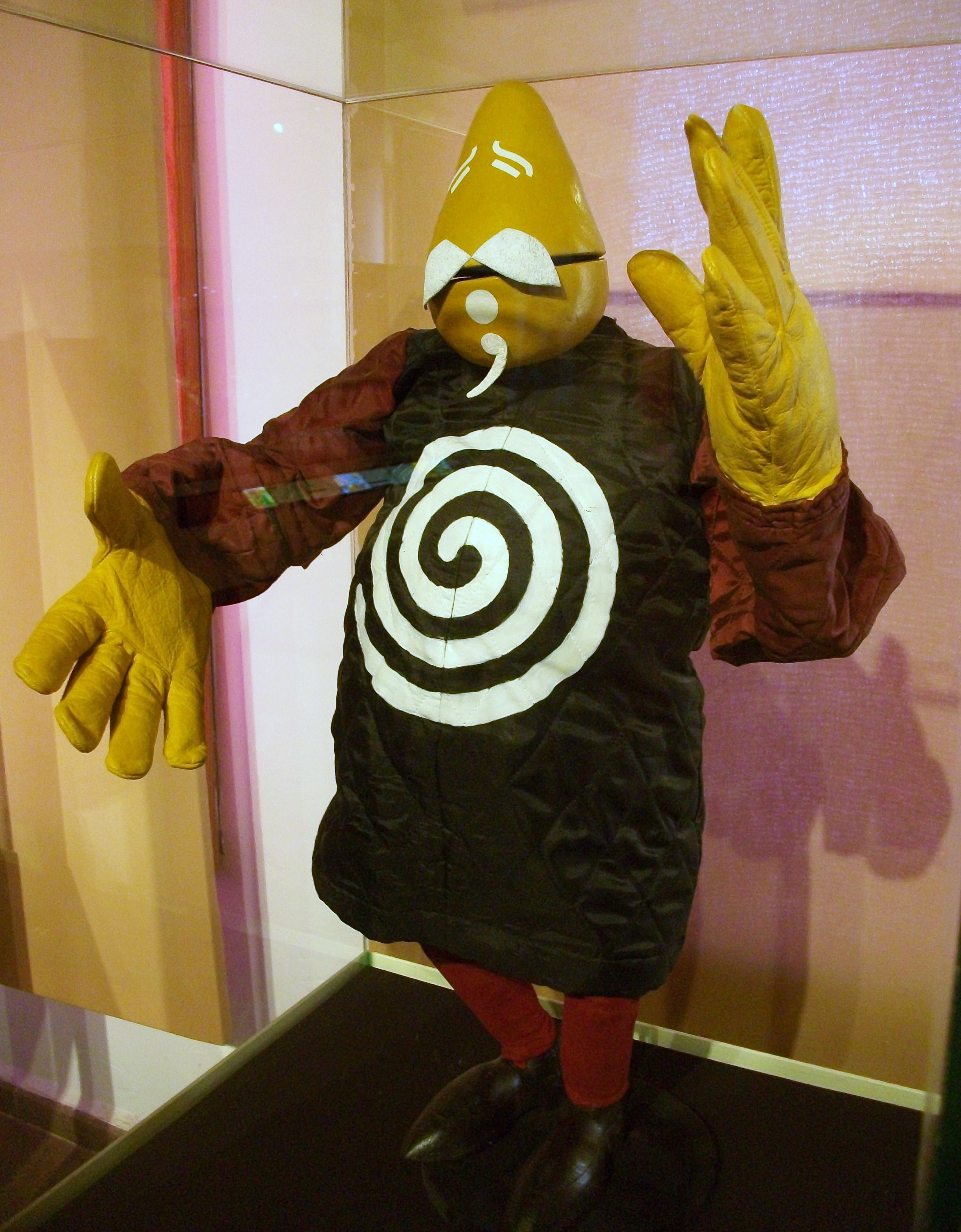
Titella de Pare Ubú al Museu Internacional de Titelles d'Albaida

Ubú rei, en francès: Ubu roi és una obra de teatre d'Alfred Jarry publicada el 25 d'abril de 1896 a la revista de Paul Fort Le Livre d'art i representada per primera vegada el 10 de desembre de 1896 per la companyia del théâtre de l'Œuvre al Nouveau-Théâtre. Es tracta de la primera part del cicle Ubu. El seu títol potser està inspirat en la tragèdia de Sòfocles Edip rei.
Jarry, considerat un precursor del surrealisme, hi fa una provocació mesclant l'absurd, la sàtira, la paròdia i l'humor de broc gros.

## Tema

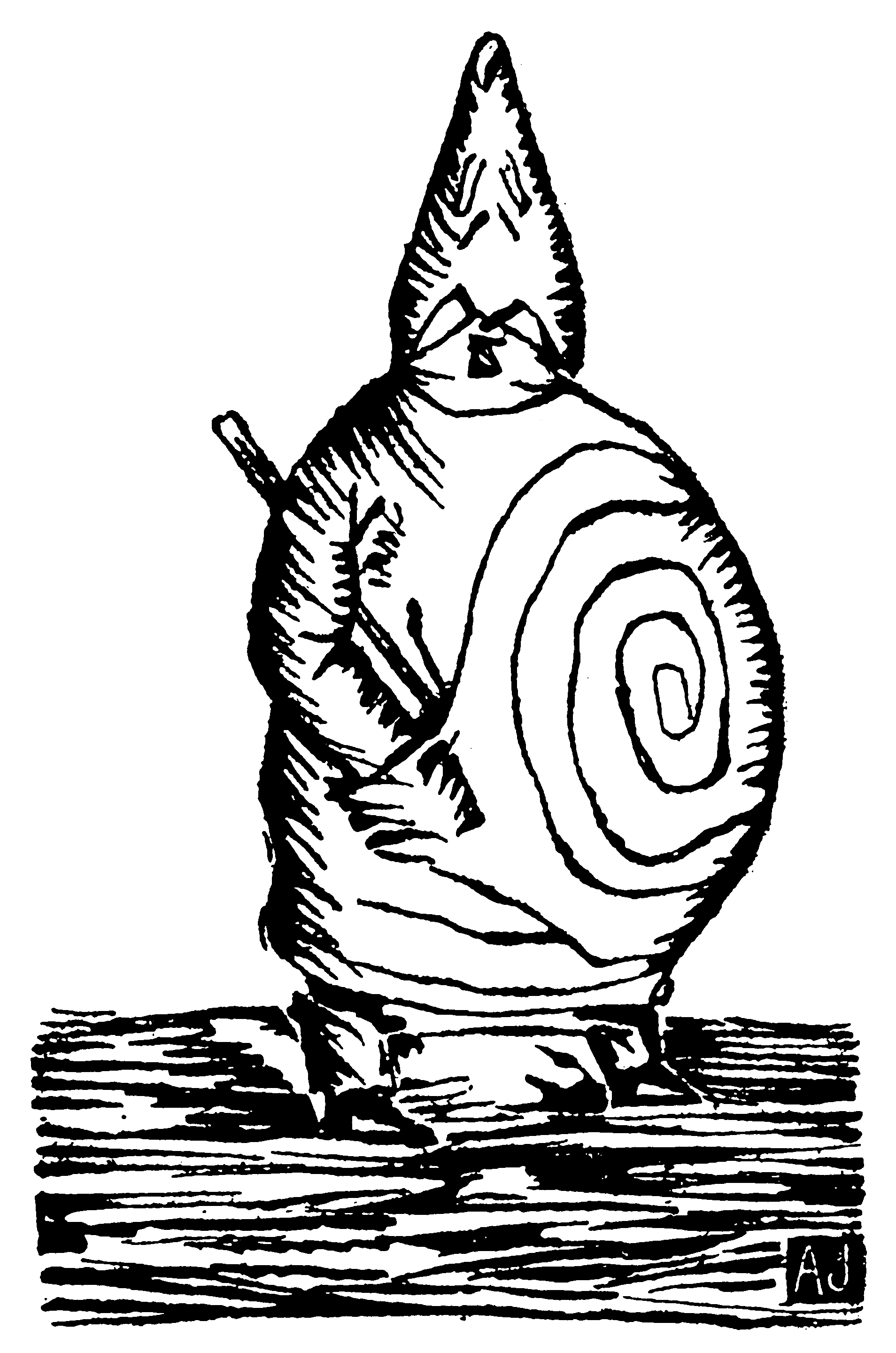
Véritable portrait de Monsieur Ubu, per Alfred Jarry (1896).

El pare Ubu assassina el rei Wenceslau de Polònia i agafa el poder; fa matar els nobles « J'ai l'honneur de vous annoncer que pour enrichir le royaume je vais faire périr tous les Nobles et prendre leurs biens ». No obstant això, Ubu Roi, ha de prestar atenció al fill del Rei caigut Wenceslau, el príncep Bougrelas. A la fi de l'obra Ubú fuig del país amb els seus generals.

## Ubú, president, dels Joglars
El 18 d'octubre de 1995 Albert Boadella i Els Joglars van presentar una versió d'aquesta obra estrenada al Teatre Municipal de Girona i representada en altres llocs fins al 31 de maig de 1997, on satiritzaven i parodiaven l'aleshores president de la Generalitat de Catalunya Jordi Pujol i Soley.

## Ubú, ninot de Miró
La companyia de teatre independent La Claca en va fer una versió, Morí el Merma, parodiant el Francisco Franco, amb ninots construïts per ells mateixos, inspirats en el treball de Joan Miró i assessorats per ell mateix.